# Хуаншиган
Хуаншига́н (кит. упр. 黄石港, пиньинь Huángshígǎng, буквально: «бухта жёлтых камней») — район городского подчинения городского округа Хуанши провинции Хубэй (КНР).

## История
Исторически эти места входили в состав уезда Дае (大冶县). Здесь имелась единственная бухта на всей Янцзы от Уханя до Цзюцзяна, а так как камни в ней были жёлтого цвета, то она получила название «Бухта жёлтых камней». В 1927 году здесь возник посёлок Хуаншипу (黄石堡), впоследствии переименованный в Хуаншиган. В 1948 году он был объединён с посёлком Шихуэйяо (石灰窑) в посёлок Шихуан (石黄镇).
В 1949 году на базе посёлка Хуанши и волости Телу был создан Индустриально-горнодобывающий особый район Дае (大冶工矿特区). В августе 1950 года Индустриально-горнодобывающий особый район Дае был преобразован в город Хуанши (黄石市), напрямую подчинённый властям провинции Хубэй.
В 1973 году на этих землях были созданы районы Хуаншиган и Шэнъянган (胜阳港区). В 1979 году они были объединены в район Хуаншиган.
В 2012 году были расформированы 4 из 5 уличных комитетов, на которые делился район, а входившие в состав расформированных уличных комитетов микрорайоны стали подчиняться напрямую районным властям.

## Административное деление
Район делится на 25 микрорайонов, напрямую подчинённых районным властям, 1 уличный комитет и 1 административный район (管理区).